# 弗兰克·斯塔克
弗兰克·斯塔克（英語：Frank Stack，1906年1月1日—1987年1月25日），加拿大男子速度滑冰运动员。他曾代表加拿大参加1932年、1948年和1952年冬季奥林匹克运动会速度滑冰比赛，获得一枚铜牌。